# Demonax buteae
Demonax buteae là một loài bọ cánh cứng trong họ Cerambycidae.